# 熊倉村
熊倉村（くまぐらむら）は福島県耶麻郡にあった村。現在の喜多方市熊倉町各町にあたる。

## 地理
- 山：蟻塚山
- 河川：大塩川

## 歴史
- 1889年（明治22年）4月1日 - 町村制の施行により、耶麻郡熊倉村、都村、新合村、雄国村の区域をもって成立。
- 1954年（昭和29年）3月31日 - 耶麻郡喜多方町、岩月村、上三宮村、慶徳村、関柴村、豊川村、松山村と新設合併し喜多方市が発足。同日熊倉村廃止。